# An Châu, Miên Dương
An Châu (chữ Hán giản thể: 安州区, Hán Việt: An Châu khu) là một quận thuộc địa cấp thị Miên Dương, tỉnh Tứ Xuyên, Cộng hòa Nhân dân Trung Hoa. Quận này có diện tích 1404 km2, dân số năm 2002 là 500.000 người.
Quận An Châu được chia thành 17 trấn, 3 hương hương.
- Trấn: Hoa Cai, An Xương, Hà Thanh, Tú Thủy, Tháp Thủy, Tang Táo, Hoàng Thổ, Thủy An, Huy Thủy, Vĩnh Hà, Giới Bài, Bảo Lâm, Thanh Tuyền, Phất Thủy, Lạc Hưng, Hiểu Bá, Thiên Phật.
- Hương: Hưng Nhân, Cao Xuyên, Nghinh Tân.
- Hương dân tộc Hồi Đại Hưng.